# Robert Baker (explorateur)
Robert Baker est un explorateur anglais du XVIe siècle. Il est décédé en 1580.

## Biographie
Baker effectue deux voyages commerciaux en Guinée (1562 et 1563). Abandonné sur la côte guinéenne après une tempête, il est capturé par deux vaisseaux français. Rachetant sa liberté, il retourne en Angleterre où il rédige une relation en vers de ses deux voyages. 

## Œuvre
- Travails in Guinea (v.1568)